# Përmet
Përmet é uma cidade e município (em albanês:  bashkia) da Albânia. É a capital do distrito de Përmet na prefeitura de Gjirokastër.